# Dolní Žandov
Dolní Žandov é uma comuna checa localizada na região de Karlovy Vary, distrito de Cheb‎.